# ATP6V1G1
La subunidad G 1 de la ATPasa de protón de tipo V es una enzima que en humanos está codificada por el gen ATP6V1G1 .
Este gen codifica un componente de la ATPasa vacuolar (V-ATPasa), una enzima multisubunitaria que media la acidificación de los orgánulos intracelulares eucariotas. La acidificación del orgánulo dependiente de V-ATPasa es necesaria para procesos intracelulares tales como cladificación de proteínas, activación de zimógenos, endocitosis medida por receptores y generación de gradientes de protones de vesículas sinápticas. La V-ATPasa está compuesta por un dominio C1 citosólico y un dominio V0 transmembrana. El dominio V1 citosólico consta de tres subunidades A, tres B y dos G, así como una subunidad C, D, E, F y H. El dominio V1 contiene el sitio catalítico de ATP. La proteína codificada por este gen es una de las tres proteínas de la subunidad G del dominio V1. Se han caracterizado los pseudogenes de este gen.